# قطعنامه ۱۳۲۱ شورای امنیت
قطعنامه ۱۳۲۱ شورای امنیت سازمان ملل متحد که در تاریخ ۲۰ سپتامبر ۲۰۰۰ تصویب شد، سندی بین‌المللی دربارهٔ بررسی وضعیت در سیرالئون است. این قطعنامه طی نشست ۴۱۹۹ام با ۱۵ رای موافق، ۰ مخالف و ۰ ممتنع تصویب شد.